# 新標點和合本
新標點和合本（英語：Chinese Union Version with New Punctuation，縮寫：CUNP 或 CUVNP）於1988年出版，由聯合聖經公會組織聖經學者、翻譯顧問和編輯人員，以《和合本》為基礎展開修訂。《新標點和合本》在用語和文體上基本沒有改動。目前香港聖經公會銷售的中文聖經，主要也是以《新標點和合本》和《和合本修訂版》為主。1988年《新標點和合本》與1919年《和合本》的關係，就像是1769年《欽定版聖經》與1611年《欽定版聖經》，前者更新了拼寫與標點，使之和現代一致。

## 特點
- 主要是以現代通用的標點符號代替《和合本》「凡例」所使用的舊標點符號；
- 原經文是詩體裁就用詩體排法；
- 新舊約用詞盡量統一，並使用現代通用字，如用「夠」，不用「彀」；用「才」，不用「纔」等；[3]
- 使用更適合的人名，例如以「呂便」代替「流便」、「該撒」改為「凱撒」等；
- 使用當今通用的地名，如:羅馬書 15:23「士班雅」改為「西班牙」、創世記 15:18「伯拉大河」改為「幼發拉底河」等；
- 代名詞的第三人稱，按情況分為男性用「他」，女性用「她」，動物用「牠」，事物用「它」，使讀者更易辨別；
- 在經文中有從屬地名或地名和人名連在一起時，在少數地方加了「的」，以免混淆（例如:[4]「猶大伯利恆」改為「猶大的伯利恆」）；
- 小標題有平行經文章節，以便讀者參考。

## 內容差異

### 創世記 15:18
- (KJV 1611) saying; Unto thy seed haue I giuen this land from the riuer of Egypt vnto the great riuer, the riuer Euphrates:
- (KJV 1769) saying, Unto thy seed have I given this land, from the river of Egypt unto the great river, the river Euphrates:
- (和合本) 說、我已賜給你的後裔、從埃及河直到伯拉大河之地．
- (新標點和合本) 說：「我已賜給你的後裔，從埃及河直到幼發拉底大河之地，

### 以賽亞書 11:1
- (和合本) 從耶西的本(原文作𣎴[a])必發一條、從他根生的枝子必結果實。
- (新標點和合本) 從耶西的本(原文是墩)必發一條；從他根生的枝子必結果實。

## 衍生產品
- 聖經索引 : 新標點和合本聖經

全書彙編為經文、地名、人名及度量衡等4大部分，可依照筆畫順序、拼音和注音3種方式檢索，聖經出處均按《新標點和合本》書卷簡稱示之。
- 新標點和合本聖經研讀本

聖經公會出版本系列《新標點和合本聖經研讀本》以精簡篇幅與彩色圖片提供聖經各書卷的歷史風土、思想文化的資料，並說明其中的文學與思路發展。
- 簡明聖經詞典

本詞典共收集詞目2645條。主要選自聖經中常見的辭彙、人、事、地、物；辭彙是根據“新標點和合本”聖經。
- 聖經之鑰 電子書

## 爭議
- 譯名修改

1.「流便」: 《新標點和合本》出版說明提到將不雅的譯名，如以「呂便」代替流便(Reuben)。而未考慮「流便」意思也是指「文筆流暢不滯澀」。且若是「便」字有不便之處，應該改為「本」字，如﹕便雅憫，便哈達..等。
2.「推羅」: 1988年《新標點和合本》將推羅(Tyre)改為泰爾，但是中國基督教協會1989年出版的《簡化字現代標點和合本》卻未改爲「泰爾」，因爲「推羅」更接近原文的發音。而2010年《和合本修訂版》又改回「推羅」。
- 版本問題

由於1988年出版的《新標點和合本》改動了《和合本》的標點、分段、地名，而1919年的《和合本》的版權已經期滿，所以就有不少出版商就競相效尤自行出版其新標點的《和合本》，網路上更有許多電子版新標點的《和合本》在網路上任人下載。這些未經聯合聖經公會授權的"新標點"版本，可能有手民之誤的問題。

## 外部連結
- 台灣聖經公會 新標點和合本 （页面存档备份，存于）
- 香港聖經公會 新標點和合本 （页面存档备份，存于）
- YouVersion 新標點和合本, 神版 （页面存档备份，存于）
- 《中文聖經翻譯史》(聖經．中文．翻譯) （页面存档备份，存于）
- 《和合本》(聖經．中文．翻譯) （页面存档备份，存于）